# نیکلاس دخیا
نیکلاس دخیا (انگلیسی: Nicolas de Géa؛ زادهٔ ۲۴ فوریهٔ ۱۹۸۳) بازیکن فوتبال اهل فرانسه است.
از باشگاه‌هایی که در آن بازی کرده‌است می‌توان به باشگاه فوتبال نیم المپیک و باشگاه فوتبال استراسبورگ اشاره کرد.